# Pride (White Lion)
Pride è il secondo album in studio del gruppo musicale statunitense White Lion, pubblicato il 21 giugno 1987 dalla Atlantic Records.
Ha raggiunto la posizione numero 11 della Billboard 200 negli Stati Uniti ed è rimasto in classifica per un anno intero, vendendo 2 milioni di copie nei soli Stati Uniti.
Dall'album sono stati estratti i singoli di successo Wait e When the Children Cry, entrambi entrati nella top 10 in classifica.

## Storia
Pride è stato il primo disco dei White Lion pubblicato sotto l'Atlantic Records. Secondo quanto affermato da Mike Tramp in un'intervista, il processo di registrazione dell'album richiese sei settimane di lavoro in studio con il produttore Michael Wagener. Il primo singolo, Wait, venne pubblicato il 1º giugno del 1987, ma non ebbe molto successo fino a quando MTV non cominciò a trasmettere il relativo video musicale nel gennaio del 1988, ben sette mesi dopo la sua pubblicazione, spingendo il singolo all'ottavo posto della Billboard Hot 100. Nell'agosto del 1988, a più di un anno di distanza dalla pubblicazione dell'album, venne estratto il secondo singolo Tell Me, anch'esso accompagnato da un video musicale. Il terzo singolo, una delicata ballata acustica intitolata When the Children Cry, arrivò fino al terzo posto in classifica, anche in questo caso grazie alla forte rotazione del relativo video musicale su MTV, facendo di Pride uno dei pochi album hard rock di sempre ad avere avuto più di una hit nella top 10. L'album raggiunse la posizione numero 11 della Billboard 200, rimanendo in classifica per un anno intero.
Il successo di When the Children Cry spinse l'album a vendere più di 2 milioni di copie nei soli Stati Uniti, ottenendo la certificazione di doppio disco di platino. In aggiunta, Vito Bratta venne premiato come miglior chitarrista esordiente dalla rivista specializzata Guitar World.
All You Need Is Rock 'n' Roll fu il quarto e ultimo singolo estratto dall'album.
Mike Tramp considera Pride come il miglior album dei White Lion, sostenendo: «a quel tempo eravamo una band e ci piaceva stare insieme. Dopo quel disco ci siamo allontanati l'uno dall'altro e ci siamo dimenticati cosa avremmo dovuto fare.»

## Tour
Il tour promozionale di Pride partì nel giugno del 1987, quando i White Lion aprirono alcune date per i Frehley's Comet, la nuova band di Ace Frehley. Il tour andò avanti ininterrottamente per un anno e mezzo, portando i White Lion ad esibirsi in supporto di Aerosmith, Ozzy Osbourne e Kiss nel dicembre del 1987. Nel gennaio del 1988, i White Lion aprirono il tour americano degli AC/DC in promozione all'album Blow Up Your Video. Conclusero come band di supporto per gli Stryper nell'estate del 1988.
Mentre i Wait Lion erano in tour con gli AC/DC, l'album Pride e il singolo Wait riuscirono ad entrare in classifica, in gran parte grazie a MTV che cominciò a mandare in rotazione regolare il video musicale di Wait - quasi sette mesi dopo l'uscita del singolo. Nel febbraio del 1988, la band registrò un concerto speciale per MTV dal noto Ritz di New York (che sarà in gran parte utilizzato per il DVD Concert Anthology: 1987-1991 pubblicato nel 2005).
Nella primavera del 1989, il tour di Pride ebbe definitivamente fine.

## Tracce
Testi e musiche di Vito Bratta e Mike Tramp.
1. Hungry – 3:55
2. Lonely Nights – 4:11
3. Don't Give Up – 3:15
4. Sweet Little Loving – 4:02
5. Lady of the Valley – 6:36
6. Wait – 4:01
7. All You Need Is Rock 'n' Roll – 5:14
8. Tell Me – 4:29
9. All Join Our Hands – 4:12
10. When the Children Cry – 4:19

## Formazione
- Mike Tramp – voce
- Vito Bratta – chitarre
- James Lomenzo – basso
- Greg D'Angelo – batteria

### Produzione
- Michael Wagener – produzione, ingegneria del suono, missaggio
- Garth Richardson – ingegneria del suono (assistente)
- George Marino – mastering

## Classifiche

### Classifiche settimanali
| Classifica (1988) | Posizione massima |
| ----------------- | ----------------- |
| Canada            | 44                |
| Stati Uniti       | 11                |
| Svezia            | 30                |

### Classifiche di fine anno
| Classifica (1988) | Posizione |
| ----------------- | --------- |
| Stati Uniti       | 29        |
| Classifica (1989) | Posizione |
| Stati Uniti       | 95        |